# 関西軽音連盟
関西軽音連盟（かんさいけいおんれんめい）は関西の高校生・大学生を中心とした、音楽関連団体。

## 解説
様々な事情で軽音楽に対する熱意はあっても周りの環境でその熱意を発揮することが出来ないという学生に対して、音楽活動の場を提供する活動や他校の生徒との繋がりを持ってそれまでよりも更に楽しい学生生活を送ってもらいたいという思いを持って活動している。
関西軽音連盟には高校生の部「YPs」と大学生の部「TBs」があり、基本的には高校生と大学生はわけて活動しています。
これまで年に1回の大規模企画では、心斎橋にあるBIGCATというライブハウスを借りてライブを行っており、2019年にはコロナによって中止になってしまったが、Novelbrightをゲストに迎えてBIGCATでの公演が決まっていた。
その他にも定期ライブをGABUやKYOTO MUSEで行うなど、メジャーアーティストも使用するような規模のライブハウスでの活動を盛んに行っており、普通の軽音部や高校生活では体験の出来ない活動を提供することを目標に活動している。